# José Vélez
José Vélez (Telde, 15 november 1951) is een Spaanse zanger.
Op zeer jonge leeftijd begon hij al met zingen en op zijn veertiende zong hij al in de grotere hotels van de Canarische Eilanden, waar het toerisme in die tijd sterk op begon te komen. Zijn carrière kwam zo redelijk op gang, de eerste echte hit kwam in 1975 met het lied “Vino griego” (Griekse wijn). Later vertegenwoordigde hij Spanje op het festival van Sopot in Polen waar hij de eerste prijs won met het lied “Romantica”.
Internationale bekendheid kwam er in 1978 toen hij zijn land mocht vertegenwoordigen op het Eurovisiesongfestival te Parijs met het lied "Bailemos un vals" (Laten we walsen) dat later nog in het Nederlands gecoverd werd door Imca Marina. Ondanks de volle 12 punten van Denemarken wist hij niet te winnen, en bereikte hij een eervolle negende plaats. Hiermee kwam zijn carrière in een stroomversnelling, hij deed optredens in diverse landen in Europa en Zuid-Amerika waar hij vooral populair was in Argentinië. In totaal heeft hij 19 platina en 32 gouden platen gekregen.
Na een hartinfarct waarmee hij tijdens een tournee werd getroffen is hij het rustiger aan gaan doen. José Vélez woont nu in Madrid en houdt zich nog altijd met muziek bezig.
1961: Conchita Bautista · 
1962: Víctor Balaguer · 
1963: José Guardiola · 
1964: Tim, Nelly & Tony · 
1965: Conchita Bautista · 
1966: Raphael · 
1967: Raphael · 
1968: Massiel · 
1969: Salomé · 
1970: Julio Iglesias · 
1971: Karina · 
1972: Jaime Morey · 
1973: Mocedades · 
1974: Peret · 
1975: Sergio & Estíbaliz · 
1976: Braulio · 
1977: Micky · 
1978: José Vélez · 
1979: Betty Missiego · 
1980: Trigo Limpio · 
1981: Bacchelli · 
1982: Lucía · 
1983: Remedios Amaya · 
1984: Bravo · 
1985: Paloma San Basilio · 
1986: Cadillac · 
1987: Patricia Kraus · 
1988: La Década · 
1989: Nina · 
1990: Azúcar Moreno · 
1991: Sergio Dalma · 
1992: Serafín Zubiri · 
1993: Eva Santamaría · 
1994: Alejandro Abad · 
1995: Anabel Conde · 
1996: Antonio Carbonell · 
1997: Marcos Llunas · 
1998: Mikel Herzog · 
1999: Lydia · 
2000: Serafín Zubiri · 
2001: David Civera · 
2002: Rosa · 
2003: Beth · 
2004: Ramón · 
2005: Son de Sol · 
2006: Las Ketchup · 
2007: D'Nash · 
2008: Rodolfo Chikilicuatre · 
2009: Soraya · 
2010: Daniel Diges · 
2011: Lucía Pérez · 
2012: Pastora Soler · 
2013: El Sueño de Morfeo · 
2014: Ruth Lorenzo · 
2015: Edurne · 
2016: Barei · 
2017: Manel Navarro · 
2018: Alfred & Amaia · 
2019: Miki · 
2021: Blas Cantó · 
2022: Chanel · 
2023: Blanca Paloma · 
2024: Nebulossa · 
2025: Melody
- Biblioteca Nacional de España: XX870744
- International Standard Name Identifier: 0000 0000 8150 5799
- Library of Congress Control Number: no98019432
- MusicBrainz: 1a6ef6ad-9de4-4954-958f-8b98fe8c4544
- Virtual International Authority File: 71003139
- WorldCat: E39PBJd8ff3XgJ7Qh9bWF9Tfv3